# 伊娃·马约莉

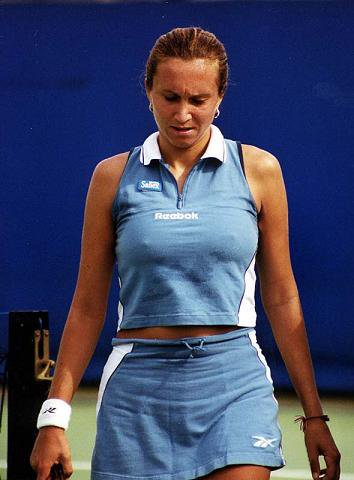
伊娃·马约莉

伊娃·马约莉（英文：Iva Majoli，1977年8月12日—），克罗地亚退役女子网球运动员，1997年法国网球公开赛女单冠军。
出生于萨格勒布，1991年转为职业网球运动员，1993年获得WTA最佳新人奖。
1997年法国网球公开赛女单决赛，她出人意料地横扫击败玛蒂娜·辛吉斯，获得女子单打冠军，亦是其职业生涯唯一的大满贯奖杯。
她于2004年6月12日宣布退役，职业生涯最高世界单打排名为第4名（1996年2月5日）。

## 女單冠軍 ( 1 )
| 年份 | 比賽 | 場地 | 決賽對手 | 對手國籍 | 勝方比分 |
| ---- | ---- | ---- | -------- | -------- | -------- |
| 1997 | 法網 |      |          | 瑞士     | 6-4, 6-2 |